# 小行星6631
小行星6631（英語：6631 Pyatnitskij）是一颗围绕太阳公转的小行星。1983年9月4日，柳德米拉·瓦斯列娜·朱然勒娃在克里米亚发现了此天体。
这颗小行星的绝对星等为205.3224174401514等。